# Top of the World (The Cataracs-dal)
A Top of the World egy dal a The Cataracs elnevezésű hiphopduótól. A dal 2011. március 22-én jelent meg Észak-Amerikában ötödik, 12 című albumuk első kislemezeként. A felvételen közreműködött Dev amerikai énekesnő is. Egy alternatív változat már az énekesnő 2011-es Is Hot: The Mixtape című mixtape-jén is helyet kapott.

## Videóklip
A hivatalos kisfilm 2011. március 18-án került fel YouTube-ra. A videóklip 25 milliós nézettséget is meghaladta. Egyesek pornográf tartalom miatt találták a klipet kifogásolhatónak.

## Megjelenési forma és számlista
- Digitális letöltés

1. Top of the World (közreműködik Dev) – 3:41
2. Top of the World (videóklipes változat) – 3:32

## Slágerlistás helyezések
| Kislemezlista (2011) | Legjobb helyezés |
| -------------------- | ---------------- |
| Franciaország (SNEP) | 66               |

## Megjelenések
| Ország           | Dátum             | Formátum           | Kiadó              |
| ---------------- | ----------------- | ------------------ | ------------------ |
| Egyesült Államok | 2011. március 22. | Digitális letöltés | Universal Republic |